# Hydrallmania
Hydrallmania is een geslacht van hydroïdpoliepen (Hydrozoa) in de familie Sertulariidae. Het geslacht werd voor het eerst wetenschappelijk beschreven door Hincks in 1868.

## Soorten
Het geslacht bevat de volgende soorten: 
- Hydrallmania clavaformis Galea, 2019
- Hydrallmania distans Nutting, 1899
- Hydrallmania falcata (Linnaeus, 1758) = Zeekrul
- Hydrallmania franciscana (Trask, 1857)

Niet geaccepteerde soort:
- Hydrallmania plumulifera (Allman, 1877) → Hydrallmania falcata (Linnaeus, 1758)